# Detroit Film Critics Society Awards 2009
3. ročník udílení cen Detroit Film Critics Society Awards předal ceny v těchto kategoriích:

## Vítězové a nominovaní

### Nejlepší film
Vzhůru do oblak
- 500 dní se Summer
- Smrt čeká všude
- Hanebný pancharti
- Lítám v tom

### Nejlepší režisér
Pete Docter – Vzhůru do oblak
- Kathryn Bigelowová – Smrt čeká všude
- Jason Reitman – Lítám v tom
- Quentin Tarantino – Hanebný pancharti
- Marc Webb – 500 dní se Summer

### Nejlepší herec v hlavní roli
Colin Firth – Single Man jako George Falconer
- George Clooney – Lítám v tom jako Ryan Bingham
- Matt Damon – Informátor! jako Mark Whitacre
- Joseph Gordon-Levitt – 500 dní se Summer jako Tom Hansen
- Sam Rockwell – Moon jako Sam Bell

### Nejlepší herečka v hlavní roli
Gabourey Sidibe – Precious jako Claireece “Precious” Jones
- Alison Lohman – Stáhni mě do pekla jako Christine Brown
- Carey Mulligan – Škola života jako Jenny Melor
- Saoirse Ronanová – Pevná pouto jako Susie Salmon
- Meryl Streepová – Julie a Julia jako Julia Child

### Nejlepší herec ve vedlejší roli
Christoph Waltz – Hanebný pancharti jako Hans Landa
- Woody Harrelson – The Messenger jako kapitán Tony Stone
- Woody Harrelson – Zombieland jako Tallahassee
- Christian McKay – Já a Orson Welles jako Orson Welles
- Stanley Tucci – Pevná pouto jako George Harvey

### Nejlepší herečka ve vedlejší roli
Mo'Nique – Precious jako Mary Lee Johnston
- Marion Cotillard – Nine jako Luisa Contini
- Vera Farmiga – Lítám v tom jako Alex Goran
- Anna Kendrick – Lítám v tom jako Natalie Keener
- Mélanie Laurentová – Hanebný pancharti jako Shosanna Dreyfuss

### Nejlepší obsazení
Pařba ve Vegas
- Hanebný pancharti
- Precious
- Star Trek
- Zombieland

### Objev roku
Gabourey Sidibe – Precious jako Claireece “Precious” Jones
- Anna Kendrick – Lítám v tom jako Natalie Keener
- Christian McKay – Já a Orson Welles jako Orson Welles
- Carey Mulligan – Škola života jako Jenny Mellor
- Chris Pine – Star Trek jako James T. Kirk
- Christoph Waltz – Hanebný pancharti jako Hans Landa